# Телебачення Франції
Перші телевізійні передачі у Франції були здійснені у 1931. Франція однією з перших у світі розпочала регулярні телетрансляції.

## Історія
У 1944 запрацював перший канал, що мав назву «RDF» (Radiodiffusion francaise). 9 лютого 1949 він був перейменований на «RTF» (Radiodiffusion et television francaise). 27 червня 1964 він став називатися «ORTF» (Office de la radio et de la television francaises). 8 липня 1974, згідно з ухваленим законом, телеканал був поділений на 7 підрозділів, в тому числі 3 телеканали (TF1, Antenne 2, FR3).
Цей же закон відмінив монополію держави на телебачення. Закон про аудіовізуальні ЗМІ від 1982 дозволив передавати громадські канали в концесію приватним структурам. Завдяки цьому у 1984 був створений кодований канал, що фінансувався за рахунок абонентської плати, — «Канал+» («Canal+»). Згодом концесію було замінено на приватизацію телеканалу.
У 1990-ті французького телебачення так стало дедалі більше уваги приділяється поширенню супутникового, кабельного, цифрового телебачення; програми із загальних стають тематичними. Почали створюватися міжнаціональні телеканали. Так 30 травня 1992 був створений німецько-французький телеканал «Arte» (Association Relative а la Television Europeenne). Передачі провадяться відповідно двома мовами: французькою та німецькою.
Особливість телебачення Франції в тому, що воно поширює французьку культури на світовій арені. Так міжнародні телеканали Франції TV5 Monde, CFI, TVFI, що транслюються у франкомовних країнах, мають на меті створення позитивного образу Франції у світі. У березні 1997 був утворений стратегічний комітет дій у сфері зовнішнього телемовлення Франції. На нього покладалося розробка концепції поширення французької мови та культури у світі.
Для телебачення Франції початку ХХІ ст. стало визначальним перехід на цифровий стандарт мовлення, що надає безкоштовний перегляд, високу якість зображення та звуку на всій території країни. У телебізнесі відбувається процес створення мегасоюзів, що стають мультимедійними.

## Державна політика Франції у сфері телебачення
Державна влада Франції забезпечує фінансування четвертої частини коштів на утримання свого телебачення, а 75 % забезпечується абонентською платою. Діяльність Вищої аудіовізуальної ради, незалежної від інших органів влади, створює такі умови, що державне та громадське телебачення працюють практично в однакових умовах.
Для Франції характерне те, що держава особливо велику увагу приділяє захисту своїх культурних і національних інтересів. Так, згідно з законодавством країни, 60 % ефіру телеканали повинні заповнювати продукцією власного виробництва, а 40 % з неї повинна бути французькою мовою і транслюватися у прайм-тайм.